# Barbarus debellatus
Barbarus debellatus är en skalbaggsart som först beskrevs av Lewis 1908.  Barbarus debellatus ingår i släktet Barbarus och familjen stumpbaggar. Inga underarter finns listade i Catalogue of Life.